# Fernando M. García-Ordóñez
Fernando Martínez García-Ordóñez (Salas, Asturias, 22 de junio de 1922 - Valencia, 21 de noviembre de 2015), fue un arquitecto español. Cursó las carreras de Ciencias Exactas y Arquitectura, obteniendo el título en esta última por la Escuela de Arquitectura de Madrid en julio de 1955.

## Formación académica y primeros trabajos
Siendo aún estudiante conoce a Pedro Bidagor Lasarte con ocasión del "Concurso de Ideas para la Ordenación del Centro Comercial en la Avenida del Generalísimo" (más tarde conocido como complejo AZCA), en el que resulta premiado con un accésit: tras ganarse la confianza del entonces Jefe de la Sección de Urbanismo de la Dirección General de Arquitectura, consigue dos años más tarde, en 1957, su recomendación para trasladarse a Valencia, con el encargo de realizar un informe urbanístico para el Ministerio de la Vivienda. Además de sus trabajos de coordinación urbanística para la Solución Sur tras la riada del 13-14 de octubre de 1957, García-Ordóñez deslumbra con su primera obra como arquitecto: la Escuela-Jardín Guadalaviar (1958-59), delicado referente de la arquitectura moderna valenciana, que sería recogido por numerosas publicaciones profesionales tanto nacionales (Informes de la Construcción, n.º 125) como extranjeras (L’Architecture d’aujourd’hui, n.º 91; The Architect & Building News, n.º 30, entre otras).

## Estudio GO-DB Arquitecto Asociados
En 1960, tras un año de colaboración, funda junto a Juan María Dexeus Beatty el estudio GO-DB Arquitectos Asociados, así llamado por responder a las iniciales de sus primeros socios. Entre otros proyectos, destacan el Grupo de viviendas Virgen del Carmen (1958-62) en El Cabañal, Valencia; el chalet realizado para el ministro Mariano Navarro Rubio (1960) y la iglesia de Nuestra Señora de Loreto, en Jávea (Alicante), que optó al Premio Nacional de Arquitectura de 1969, ambos en Jávea. También son dignos de destacar otros ejemplos como el Grupo Residencial Cadahía (1963), la coautoría del proyecto del Parador nacional de Turismo de Salamanca (1972), sus propios estudios en El Puig (1973) o la ordenación y diseño del complejo comercial Nuevo Centro (1980-82).

## Viajes internacionales
Viajó por motivos profesionales a numerosos países: Estados Unidos, Polonia, URSS, Kenia, Finlandia (donde visitó el estudio de Alvar Aalto en 1963), etc., y destacó por su capacidad de organización, generando en Valencia un nuevo concepto empresarial para el desarrollo de proyectos de arquitectura. García-Ordóñez tuvo dos grandes pasiones profesionales: el urbanismo y la construcción prefabricada. En el primer campo desarrolló un importante papel sobre todo con sus contribuciones teóricas. Destaca su participación en el Primer Congreso Nacional de Urbanismo, para el que redacta una Sesión de Estudio, o su Carta a los urbanistas, publicada en la revista Binário. En cuanto a la construcción industrializada, su experiencia con las viviendas experimentales prefabricadas realizadas en el polígono de Campanar (1969) le hacen merecedor del calificativo de pionero.

## Obra arquitectónica en Valencia
Su carácter infatigable le llevó a realizar numerosas propuestas para el Ayuntamiento de Valencia (sobre actuaciones en el centro histórico o el aprovechamiento de las marginales del viejo cauce), a desarrollar proyectos de construcción prefabricada y a presentarse a diversos concursos internacionales. Fue Doctor Arquitecto y Académico de Número de la Real Academia de Bellas Artes de San Carlos. Como colofón a su extensa trayectoria profesional, recibió en 2007 el Mestre Valencià d’Arquitectura, galardón honorífico del Colegio Oficial de Arquitectos de la Comunidad Valenciana.